# Sergio Pacheco de Oliveira

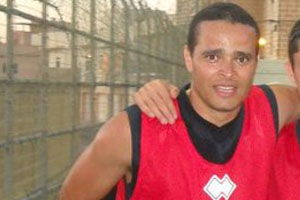
Sergio Pacheco de Oliveira

Sergio Pacheco de Oliveira (Rio de Janeiro, 7 juni 1981) is een Braziliaanse voetballer die als middenvelder speelt onder de naam Serginho en in Nederland als Sergio bekendstaat.
Sergio begon in eigen land met voetbal bij Colégio Futebol Clube, de lokale amateurclub in Duque de Caxias. Daar werd hij ontdekt door de Belgisch makelaar Mark van Hoof die hem onderbracht bij de Escola de Futbol Carioca vanwaaruit hij in 1996 samen met Cristiano naar NAC werd gehaald. In zijn eerste seizoen bij NAC, 1999/2000, werd hij kampioen van de eerste divisie en promoveerde hij naar de Eredivisie, zelf speelde hij 21 wedstrijden en scoorde 3 keer. In de eredivisie speelde Sergio vervolgens nog 2 seizoenen voor NAC, waarin hij 51 keer speelde en 14 maal doel trof. Samen met zijn landgenoot Cristiano vertrok hij naar Roda JC, waar hij in 2005 aan zijn 4e seizoen begon. In de voorgaande 3 seizoenen maakte hij 19 treffers in 84 wedstrijden. De aanvallende middenvelder vertrok in de zomer van 2006 naar Metallurg Donetsk. In de winter van 2008 ging hij naar Sivasspor. Na kort in Azerbeidzjan en Brazilië gespeeld te hebben, ging hij in 2010 op Malta spelen waar hij bij Tarxien Rainbows weer samen speelde met Christiano. In het seizoen 2011/12 speelde hij op het tweede niveau in Mexico voor Toros Neza, een satellietclub van Monarcas Morelia. In 2013 speelde hij voor Duque de Caxias FC.

## Clubstatistieken
| Seizoen | Club               | Land         | Competitie          | Duels | Goals |
| ------- | ------------------ | ------------ | ------------------- | ----- | ----- |
| 1999/00 | NAC                | Nederland    | Eerste divisie      | 21    | 3     |
| 2000/01 | NAC                | Nederland    | Eredivisie          | 24    | 5     |
| 2001/02 | NAC                | Nederland    | Eredivisie          | 27    | 9     |
| 2002/03 | Roda JC            | Nederland    | Eredivisie          | 28    | 7     |
| 2003/04 | Roda JC            | Nederland    | Eredivisie          | 23    | 1     |
| 2004/05 | Roda JC            | Nederland    | Eredivisie          | 33    | 11    |
| 2005/06 | Roda JC            | Nederland    | Eredivisie          | 33    | 7     |
| 2006/07 | Metalloerh Donetsk | Oekraïne     | Vysjtsja Liha       | 21    | 2     |
| 2007/08 | Metalloerh Donetsk | Oekraïne     | Vysjtsja Liha       | 10    | 0     |
| 2008/09 | Sivasspor          | Turkije      | Süper Lig           | 15    | 0     |
| 2009/10 | FK Inter Bakoe     | Azerbeidzjan | Yuksak Liga         | 6     | 0     |
| 2010    | Rio Branco EC      | Brazilië     | Campeonato Paulista | 2     | 1     |
| 2010/11 | Tarxien Rainbows   | Malta        | Premier League      | 6     | 4     |
| 2011/12 | Toros Neza         | Mexico       | Liga de Ascenso     | 10    | 0     |
| Totaal  |                    |              |                     | 259   | 50    |